# 讷维尔莱德西兹
讷维尔莱德西兹（法語：Neuville-lès-Decize，法語發音：[nøvil lɛ dəsiz]，意为“德西兹附近的讷维尔”）是法国涅夫勒省的一个市镇，属于讷韦尔区。

## 地理
讷维尔莱德西兹（46°46'13"N, 3°18'55"E）面积26.74 平方千米，位于法国勃艮第-弗朗什-孔泰大區涅夫勒省，该省份为法国中部省份，北至约讷省，西北接卢瓦雷省，西接谢尔省，南至阿列省，东南接索恩-卢瓦尔省，东临科多尔省。
与讷维尔莱德西兹接壤的市镇（或旧市镇、城区）包括：吕特奈于克塞卢、卢瓦尔河畔阿夫里勒、阿济勒维夫、多尔讷、卢瓦尔河畔弗勒里、圣帕里兹昂维里、茹尔河畔图里。

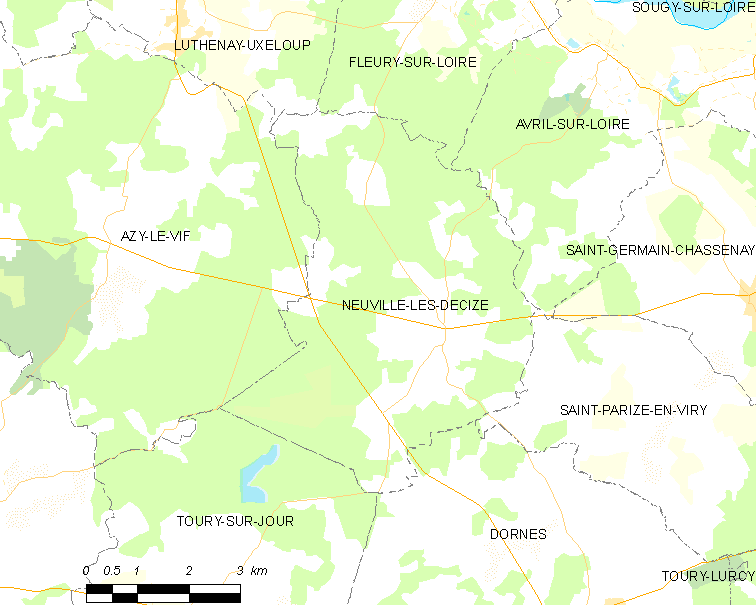
讷维尔莱德西兹的OSM定位图

讷维尔莱德西兹的时区为UTC+01:00、UTC+02:00（夏令时）。

## 行政
讷维尔莱德西兹的邮政编码为58300，INSEE市镇编码为58192。

## 政治
讷维尔莱德西兹所属的省级选区为圣皮埃尔勒穆捷县。

## 人口

1962-2008年间讷维尔莱德西兹人口变化图示

讷维尔莱德西兹于2022年1月1日时的人口数量为211人。